# Live and rare (EP de My Chemical Romance)
Live and rare es un EP de rarezas compuesto por la banda My Chemical Romance. El disco fue lanzado el 19 de diciembre de 2007 en Japón por Warner Music Japan, y está compuesto por siete pistas que aparecieron en los sencillos del álbum The Black Parade.

## Lista de canciones
1. "Famous last words" (en vivo) – 4:53
2. "Cancer" (en vivo desde Berlín, Alemania) – 2:37
3. "House of wolves" (en vivo desde Berlín, Alemania) – 2:57
4. "Dead!" (en vivo en Berlín, Alemania el 4 de octubre de 2006) – 3:16
5. "Mama" (en vivo en Birmingham, Inglaterra el 22 de marzo de 2007) – 5:00
6. "My way home is through you" – 3:00
7. "Kill all your friends" – 4:31

- Todas las pistas originalmente aparecieron en sencillos del álbum The Black Parade.